# Lactobacillus hammesii
Lactobacillus hammesii è una specie di batterio appartenente alla famiglia delle Lactobacillaceae.